# Carl Ignaz Geiger

Reise eines Erdbewohners in den Mars, Titelblatt von 1790.

Carl Ignaz Geiger (eigtl. Kaspar Ignatius Joseph Anton Geiger; * 26. April 1756 in Ellingen, Deutschordensballei Franken; † 21. März 1791 in Stuttgart) war ein deutscher Jurist, Schriftsteller und Radikalaufklärer. Er schrieb mehrere Satiren und den utopischen Kurzroman Reise eines Erdbewohners in den Mars.

## Leben

Friderich II. als Schriftsteller im Elisium, Titelblatt von 1789.

Carl Geiger war der Sohn von Maria Anna Dorothea und Christoph Geiger, einem Rat der Deutschordensballei Franken; der Geburtsort Ellingen gehörte dem Deutschen Orden und war seit 1268 Sitz des fränkischen Landeskomturs. Nach dem Studium der Rechtswissenschaften und seiner Promotion zum Dr. jur. kehrte Carl Geiger in seine Geburtsstadt zurück, um auf Geheiß des Vaters eine Anstellung beim Landeskomtur des Deutschen Ordens zu finden. Geiger geriet jedoch wegen seiner offenen Kritik sowohl mit dem Landkomtur Franz Sigismund Adalbert von Lehrbach als auch mit der Kirche in Konflikt. Vor die Wahl gestellt, entweder sofort das Land zu verlassen oder eingesperrt zu werden, ging Geiger 1782 zuerst in die benachbarte Reichsstadt Weißenburg und dann nach Wien.
In Wien verliebte er sich in ein „verlassenes Mädchen von guter Herkunft“, das er mittellos heiratete. Außerdem erkrankte er an der Schwindsucht (Lungentuberkulose). Für Geiger begann die Zeit der Wanderjahre. Johann Georg Meusel bezeichnete ihn in seinem Lexikon der vom Jahr 1750 bis 1800 verstorbenen Teutschen Schriftsteller als „Kandidat der Rechte und wandernde[n] Schriftsteller, der auf seinen Reisen für Geld deklamierte“.
Von Nürnberg kam Geiger über Bayreuth und Hof nach Leipzig und Jena, wo er vergeblich auf eine Universitätsdozentur hoffte. Danach zog er als Vortragskünstler und Deklamator durch die Provinz. Im Jahr 1785 versuchte er in Zürich eine journalistische Beschäftigung zu finden und lebte dann anderthalb Jahre als freier Schriftsteller in München. Aufgrund seiner antiklerikalen Einstellung musste er München wegen der Verfolgung des Illuminatenordens und anderer aufklärerischer Kräfte fluchtartig verlassen. Geiger reiste an den Hof von Joseph II. in Wien, bekam eine Audienz und wurde vom Kaiser mit den Worten abgewiesen: „Ich habe Leute genug in meinem Lande, die meine Hilfe brauchen.“ Nach wenigen Monaten Aufenthalt in der alten Heimat, wo inzwischen ein neuer Landkomtur regierte, starb Geiger im 35. Lebensjahr auf einer Reise nach Stuttgart an der Lungenschwindsucht. Er hinterließ eine Witwe.

## Werke
- Gustav Wolart. Eine teutsche Geschichte aus dem 18ten Jahrhundert, in 2 Teilen. Weißenburg am Nordgau, 1782. (Nachgedruckt unter dem Titel: Teutschlands modernes Völkgen, eine Geschichte aus unserm Jahrzehend. Neustadt an der Aisch, bei Riedel, 1788).
- Geheimes Päckgen aus dem Nordgau. Eine periodische Schrift, 12 Stücke, Weißenburg, Jakobi 1782. UB Augsburg
- Hexen- und Gespensterpredigt, gehalten am heiligen Skapulierfeste, von P. Simplizian Bocksbart, ordinari Bruderschaftsprediger zu Schafskopfen. Ein Gegenstück zu der Piece: Über die Hexenreformation. Dem Verfasser derselben und deßgleichen frommen Seelen zur Berstärkung, Professor Webern aber und all den unberufenen Aufklärern und Modephilosophen zur abschreckenden Warnung und Bekehrung herausgegeben von einem Skapulierbruder, 1788. (Digitalisat)
- Sind die Kaiserl. Königl. peinlichen Strafgesetze der Politik und dem Staats- und Naturrechte gemäß? Eine Patriotenfrage. D. Geiger, Leipzig, bei Gräff, 1788.
- Reise eines Engelländers durch einen Theil von Schwaben und einige der unbekanntesten Gegenden der Schweitz. Herausgegeben von seinem Teutschen Freunde L. A. F. v. B. Amsterdam (d. i. Leipzig), 1789.
- Der Teutsche Engelländer, oder Sir John Littleman sonst genannt: Johann Kleinmann. Ein teutsches Originallustspiel in vier Aufzügen, worin nicht geheyrathet wird, von Dr. Geiger.  Regensburg, in der Montagischen Buchhandlung, 1789.
- Reise eines Engelländers, noch ein Bändchen, durch Mannheim, Baiern und Oesterreich nach Wien. Herausgegeben von seinem teutschen Freunde L. A. F. V. B. 2. verm. Aufl., Amsterdam (d. i. Leipzig), 1790. (Nachgedruckt unter demselben Titel im Jahre 1807.)
- Friedrich II. als Schriftsteller im Elysium. Ein drammatisches Gemälde. Constantinopel (fingierter Druckort, vermutlich Augsburg) 1789. (Digitalisat)
- Reise eines Erdbewohners in den Mars. Philadelphia (d. i. Frankfurt a. M.), bei Johann Gottlob Pech, 1790. E-Text (PDF)
- Laster ist oft Tugend oder: Leonore von Welten. Ein teutsches Originaltrauerspiel in drey Aufzügen. Nach einer wahren Geschichte bearbeitet von Dr. Geiger. Frankfurt am Main, bei Johann Gottlob Pech, 1791. (Im Jahre 1800 noch einmal aufgelegt.) (Digitalisat)
- Adolph. Ein Beytrag zur Gelehrten-Geschichte unsers Zeitalters (ist seine eigene von ihm selbst aufgesetzte Lebensgeschichte), in: Der Neue Teutsche Zuschauer 7, 1791, S. 162–193.
- Noch ein Bändchen von den Reisen eines Engländers durch Ober-Schwaben. In Briefen verfaßt, und von seinem teutschen Freunde L. A. F. V. B. herausgegeben. Warschau (d. i. Regensburg), in der Montagischen Buchhandlung. (Hayn-Gotendorf gibt als Erscheinungsdatum das Jahr 1794 an.)
- Fortsetzung der Reise eine Engländers durch einen Theil von Ober-Schwaben und der Schweiz. In Briefen verfaßt, und von seinem teutschen Freunde L. A. F. V. B. herausgegeben. Amsterdam; Stockholm (d. i. Leipzig, bei Gräff), 1794.